# Hackenberg
Hackenberg je pevnost (dělostřelecká tvrz) u města Veckring ležící v départementu Moselle (Lotrinsko) v severovýchodní Francii. Je jednou z největších pevností Maginotovy linie a byla součástí pevnostního sektoru Boulay. Tvrz byla vybudována na stejnojmenném kopci o nadmořské výšce 343 metrů, který je důležitým strategickým bodem v poměrně rovinatém terénu mezi řekami Mosela a Nied. Tvrz byla jedním z prvních objektů Maginotovy linie, neboť její stavba byla zahájena již v roce 1929. Stavebně byla tvrz dokončena v roce 1935. Její konstrukce byla neobvyklá, neboť se skládala ze dvou částí, z nichž každá byla podobná normální tvrzi, umístěných na opačných úbočích kopce a propojených protipěchotním příkopem, který bránily další objekty. Podobně byla koncipována jen jediná další tvrz - Hochwald v sektoru Haguenau. Z toho důvodu jsou tyto tvrze někdy označována jako „velkoskupiny“. 
Všechny objekty byly propojeny podzemními chodbami a sály značného rozsahu. Vstup umožňovaly dva vchodové objekty (pro munici a pro mužstvo), umístěné v týlu. Do vchodu pro munici byla zavedena úzkorozchodná železnice z týlu, která pokračovala podzemím k jednotlivým dělostřeleckým objektům. V podzemí se nacházela velká muniční skladiště, kasárna, elektrárna a další zařízení, nutná pro dlouhodobý pobyt osádky o síle 1 085 mužů. Hlavní výzbrojí tvrze tvořily 2 kanóny ráže 75 mm, 4 houfnice ráže 135 mm a 4 minomety ráže 81 mm, umístěné vždy po dvou v otočných výsuvných dělostřeleckých věžích a dále 7 kanónů ráže 75 mm a jedna houfnice 135 mm ve střílnách. Na vrcholu kopce byly umístěny dvě dělostřelecké pozorovatelny s vynikajícími možnostmi pozorování, které sice byly spojeny s podzemím tvrze, avšak jejich hlavním úkolem bylo pozorování ve prospěch sousední tvrze Billig. Pozorování ve prospěch tvrze Hackenberg pak zajišťovaly především pozorovatelny tvrzí Billig a Mont des Welches. Na levém křídle tvrze se vyskytoval vzácný typ objektu, takzvaná kaponiéra, který byl zcela zapuštěn do terénu a jeho zbraně, včetně kanónu ráže 75 mm působily přímo do protipěchotního příkopu.

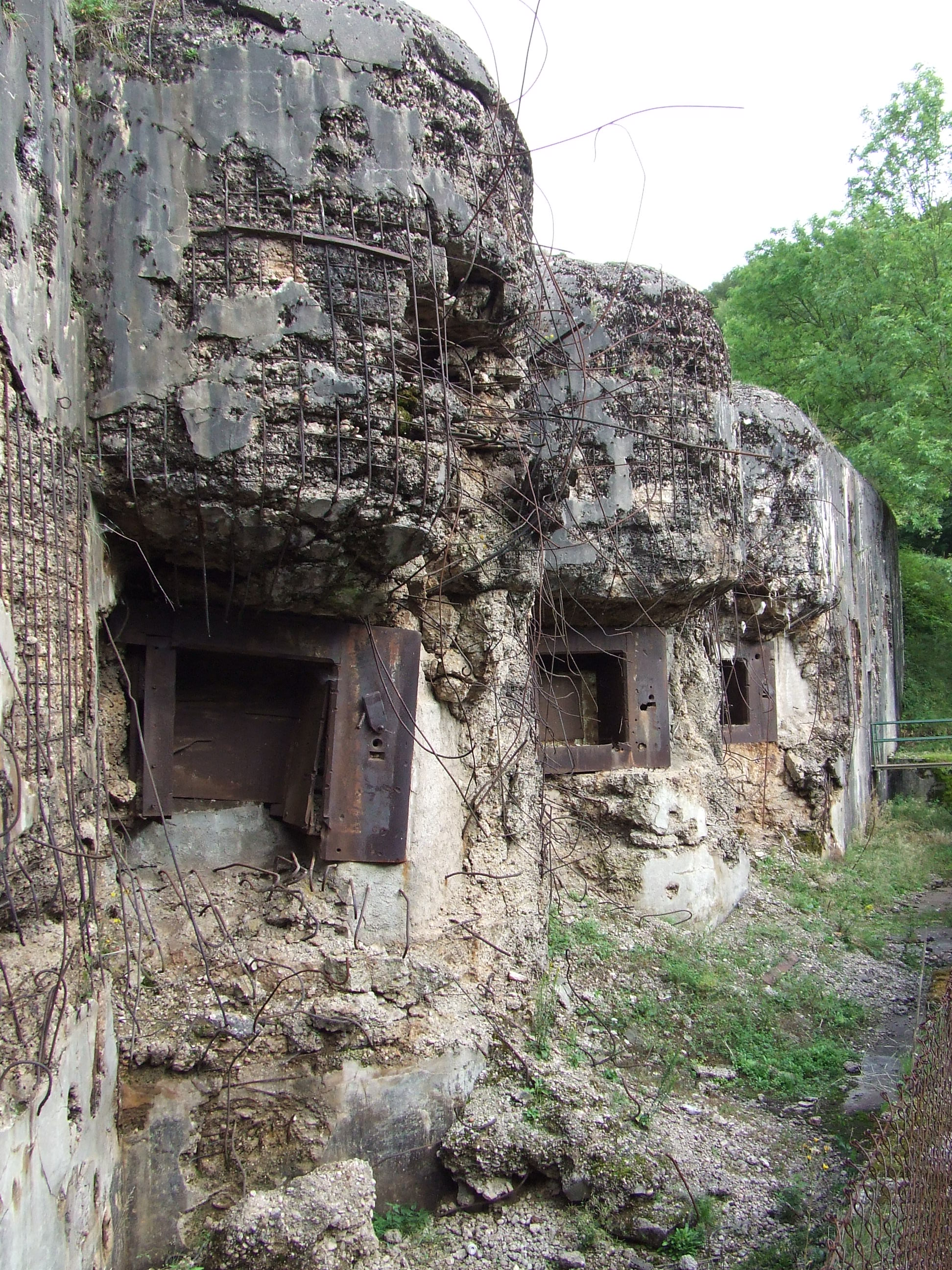
Dělostřelecký srub B8 na levém křídle tvrze, který byl v roce 1944 dobýván Američany. Většinu poškození dodatečně způsobili američtí filmaři.

V roce 1940 se Němci neodvážili na tvrz přímo zaútočit, nicméně od 6. června ji silně ostřelovali. Dne 17. června byl celý úsek Maginotovy linie obklíčen a nadále bojoval bez jakékoli podpory polní armády. Dne 22. června zaútočili Němci z týlu na sousední tvrz Michelsberg, silná palba tvrze Hackenberg a dalších tří tvrzí však útok zastavila. Dne 25. června vstoupilo v platnost příměří a 4. července byla tvrz předána Němcům.
V roce 1944 využili Němci tvrz k obraně proti postupujícím americkým jednotkám, neměli však dost sil, aby zde zorganizovali systematickou obranu. Přesto palba z dělostřeleckého srubu B8 způsobila takové problémy, že na něj musel být podniknut útok za pomoci samohybného kanónu M12 GMC, který ho nakonec vyřadil přímou palbou.
Ustupující Němci tvrz poškodili, po válce však byla tvrz opět opravena, neboť byla součástí francouzské obrany proti případnému útoku vojsk Varšavské smlouvy. Od sedmdesátých let 20. století je tvrz zpřístupněna veřejnosti jako pevnostní muzeum.